# Fotogen
Fotogen är en flytande petroleumprodukt som består av kolväten (naftener eller paraffinkolväten) med mellan tio och sexton kolatomer. Fotogen är en tyngre fraktion än bensin, men lättare än dieselolja. Det är liksom andra petroleumprodukter ett fossilt bränsle.
Fotogen användes ursprungligen till belysning (se fotogenlampa) och var den viktigaste av petroleumfraktionerna. I dag används fotogen mest som bränsle för flygplan som drivs med jetmotorer. Då krävs det fotogen av hög kvalitet, som kallas för jetbränsle eller flygfotogen. I sin mest högraffinerade form kan fotogen även användas som raketbränsle, RP-1.
Fotogen säljs i stora delar av världen under det engelska namnet kerosene, ursprungligen ett varumärke. Även i Sverige användes namnet kerosen förr, in på tidigt 1900-tal.

## Bilder

Fotogen
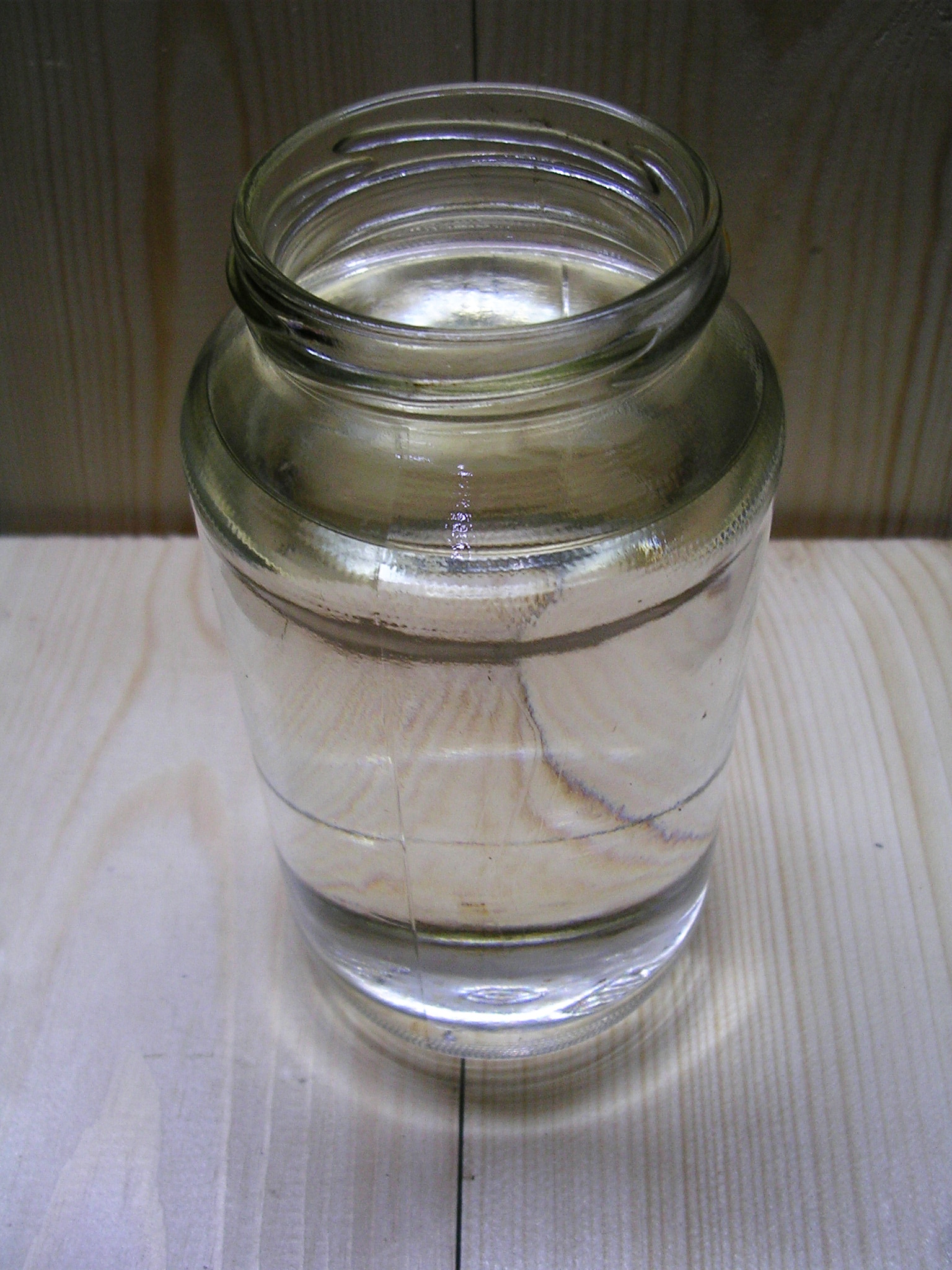
Fotogen
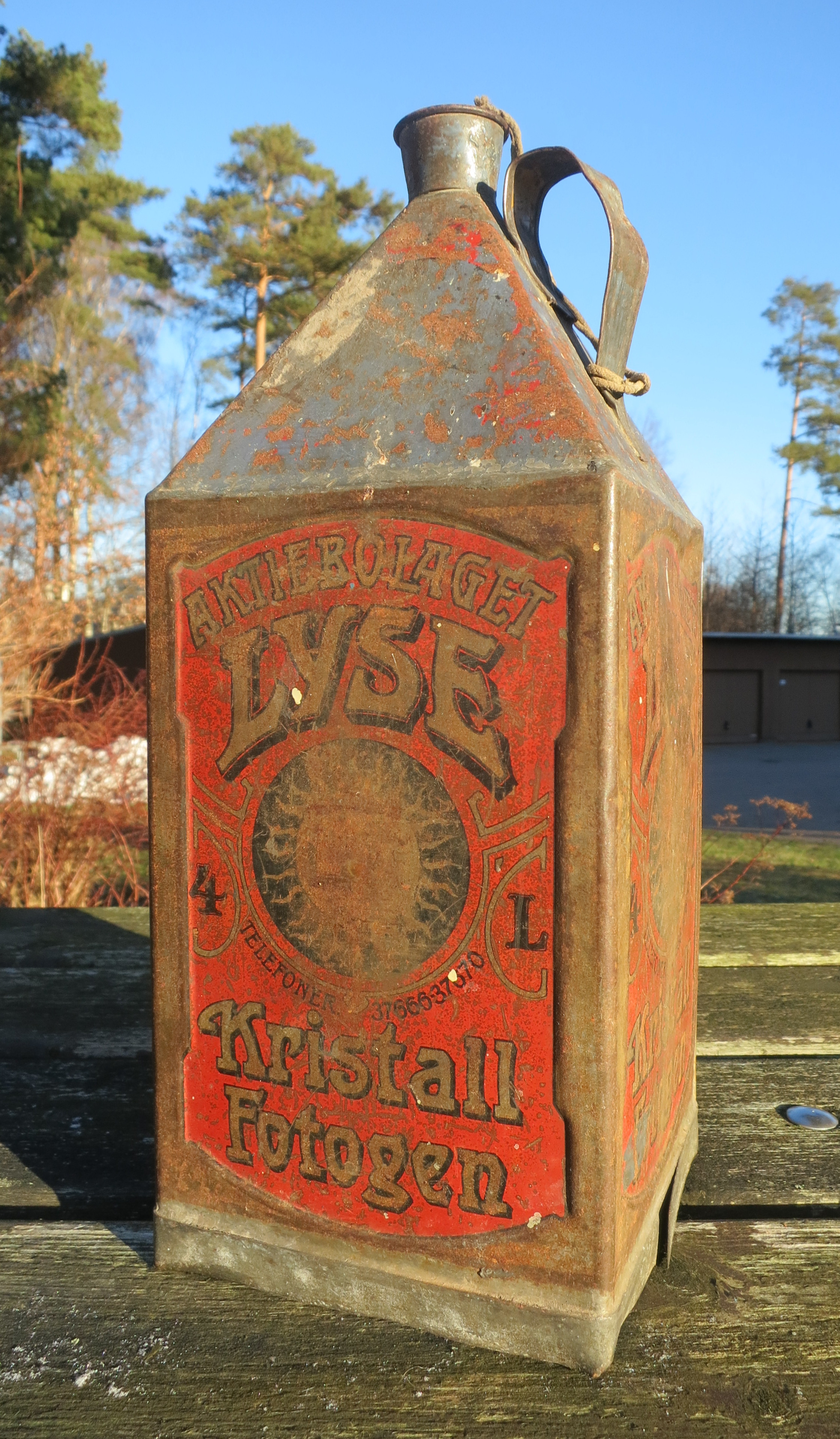
Fyraliters svensk fotogenbehållare, tidigt 1900-tal.
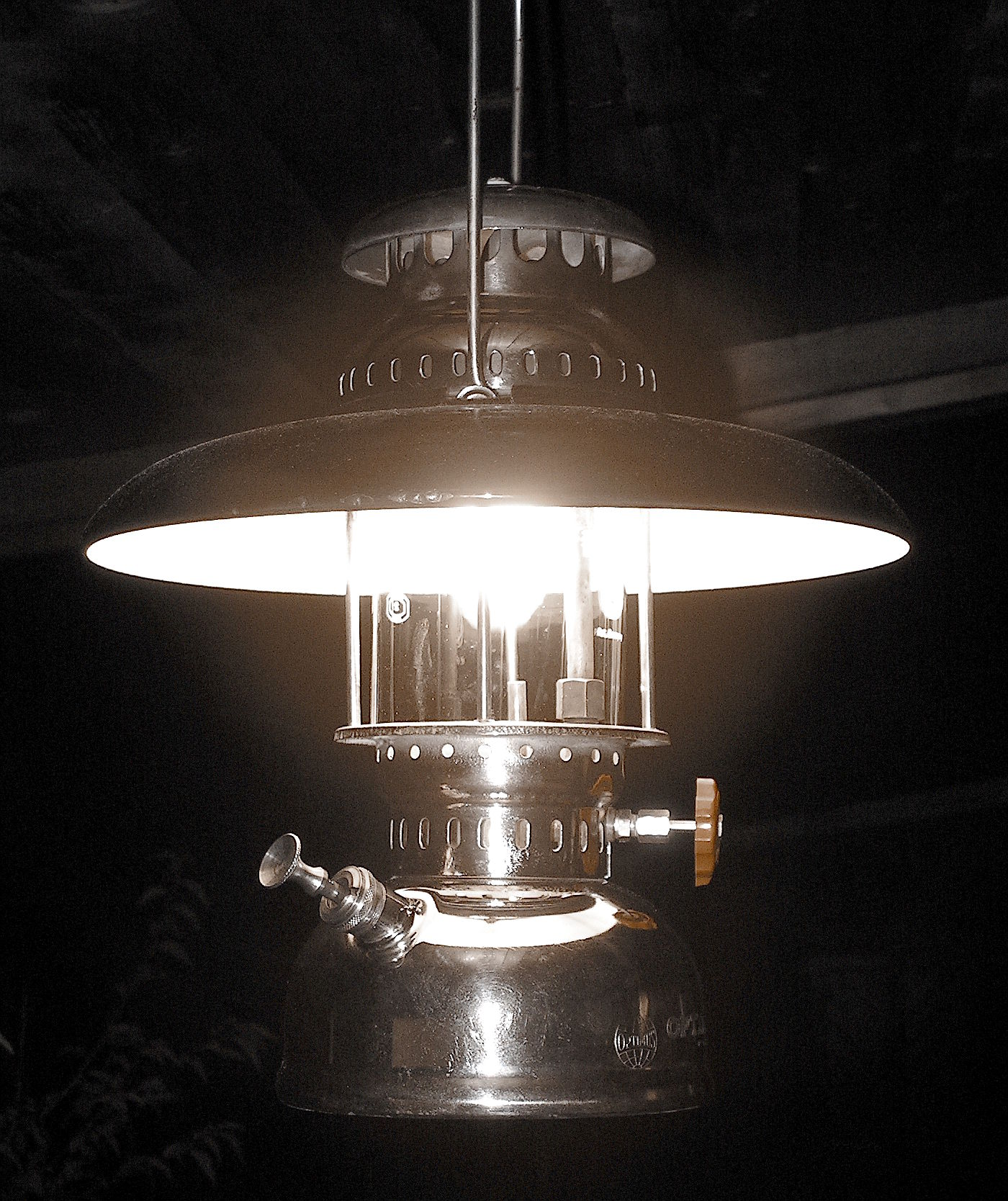
Fotogenlampa Högtryckstyp med glödstrumpa.

## Källhänvisningar
1. ↑   Fotogen i Nationalencyklopedins nätupplaga. Läst 6 november 2014.
2. ↑  Kerosen i Nordisk familjebok (första upplagan, 1884)
3. ↑  Kerosen i Nordisk familjebok (andra upplagan, 1910)
4. ↑  Kerosen i Bonniers konversationslexikon (1925)